# Guantoni insanguinati
Guantoni insanguinati (Penitentiary III) è un film commedia del 1987 scritto e diretto da Jamaa Fanaka.
Si tratta del sequel di Penitentiary II (1982), film diretto dallo stesso Jamaa Fanaka.